# Lerm-et-Musset
Lerm-et-Musset – miejscowość i gmina we Francji, w regionie Nowa Akwitania, w departamencie Żyronda.
Według danych na rok 1990 gminę zamieszkiwało 360 osób, a gęstość zaludnienia wynosiła 10 osób/km² (wśród 2290 gmin Akwitanii Lerm-et-Musset plasuje się na 828. miejscu pod względem liczby ludności, natomiast pod względem powierzchni na miejscu 210.).